# وندی ووپرز
وندی ووپرز (انگلیسی: Wendy Whoppers؛ زاده ۱۳ اوت ۱۹۷۰) یک بازیگر پورنوگرافی اهل ایالات متحده آمریکا است.